# 中國共產黨黨報黨刊
中国共产党党报党刊，指中国共产党各级机关出版的官方报纸、刊物。中共中央的主要党报是《人民日报》，党刊是《求是》杂志。此外，中共各省级、地级、县级党委都出版党报。

## 党报

### 中央级
| 名称         | 级别   | 说明                             |
| ------------ | ------ | -------------------------------- |
| 《人民日报》 | 正部级 | 中共中央机关报                   |
| 《光明日报》 | 副部级 | 中共中央主办，原为民主党派机关报 |
| 《经济日报》 | 副部级 | 中央宣传部主管                   |
| 《解放军报》 |        | 中共中央军委机关报               |

### 省级
除上海、广东、江苏、山东以外，其余皆以“地名+日报”的形式进行命名。
| 名称           | 出版地 | 地位                           | 说明                                                               |
| -------------- | ------ | ------------------------------ | ------------------------------------------------------------------ |
| 《北京日报》   | 北京   | 中共北京市委机关报             |                                                                    |
| 《解放日报》   | 上海   | 中共上海市委机关报             | 原党报《新中华报》改组而来                                         |
| 《天津日报》   | 天津   | 中共天津市委机关报             |                                                                    |
| 《重庆日报》   | 重庆   | 中共重庆市委机关报             |                                                                    |
| 《安徽日报》   | 安徽   | 中共安徽省委机关报             |                                                                    |
| 《福建日报》   | 福建   | 中共福建省委机关报             |                                                                    |
| 《甘肃日报》   | 甘肃   | 中共甘肃省委机关报             |                                                                    |
| 《南方日报》   | 广东   | 中共广东省委机关报             | 发行量最大的省级党报                                               |
| 《广西日报》   | 广西   | 中共广西壮族自治区党委机关报   |                                                                    |
| 《贵州日报》   | 贵州   | 中共贵州省委机关报             |                                                                    |
| 《海南日报》   | 海南   | 中共海南省委机关报             |                                                                    |
| 《河北日报》   | 河北   | 中共河北省委机关报             |                                                                    |
| 《河南日报》   | 河南   | 中共河南省委机关报             |                                                                    |
| 《黑龙江日报》 | 黑龙江 | 中共黑龙江省委机关报           |                                                                    |
| 《湖北日报》   | 湖北   | 中共湖北省委机关报             |                                                                    |
| 《湖南日报》   | 湖南   | 中共湖南省委机关报             |                                                                    |
| 《吉林日报》   | 吉林   | 中共吉林省委机关报             |                                                                    |
| 《新华日报》   | 江苏   | 中共江苏省委机关报             | 国民政府时期唯一在国统区发行的党报，曾为中共四川省委、华北局机关报 |
| 《江西日报》   | 江西   | 中共江西省委机关报             |                                                                    |
| 《辽宁日报》   | 辽宁   | 中共辽宁省委机关报             |                                                                    |
| 《内蒙古日报》 | 内蒙古 | 中共内蒙古自治区黨委机关报     |                                                                    |
| 《宁夏日报》   | 宁夏   | 中共宁夏回族自治区黨委机关报   |                                                                    |
| 《青海日报》   | 青海   | 中共青海省委机关报             |                                                                    |
| 《大众日报》   | 山东   | 中共山东省委机关报             | 历史最悠久的中共党报                                               |
| 《山西日报》   | 山西   | 中共山西省委机关报             |                                                                    |
| 《陕西日报》   | 陕西   | 中共陕西省委机关报             |                                                                    |
| 《四川日报》   | 四川   | 中共四川省委机关报             |                                                                    |
| 《西藏日报》   | 西藏   | 中共西藏自治区黨委机关报       |                                                                    |
| 《新疆日报》   | 新疆   | 中共新疆維吾爾自治区黨委机关报 |                                                                    |
| 《云南日报》   | 云南   | 中共云南省委机关报             |                                                                    |
| 《浙江日报》   | 浙江   | 中共浙江省委机关报             |                                                                    |

## 中央党刊

### 理论建设
- 《求是》：中共中央机关刊。

### 政治建设
- 《党建》：中共中央宣传部主管、主办。
- 《党建研究》：中共中央组织部主管、主办。
- 《中国新闻发布》：中共中央宣传部主办。
- 《环球人物》：人民日报社主管、主办。

### 党史研究
- 《党的文献》：中央党史和文献研究院主管、主办。
- 《中共党史研究》：中央党史和文献研究院主管、主办。
- 《百年潮》：中央党史和文献研究院主管、中国中共党史学会、中共党史出版社主办。

## 历史上作为中国共产党党报党刊的刊物
- 《新青年》，原为启蒙杂志，后随着新文化运动的发展逐步成为中国共产党党刊。
- 《红旗》，1958年至1988年中国共产党中央机关的机关刊。